# Kathedraal van Bradford
De kathedraal van Bradford, ook wel de Sint-Pieterskathedraal (Engels: Cathedral Church of St Peter), is een van de drie kathedralen van het anglicaanse bisdom Leeds. De andere twee kathedralen zijn de kathedraal van Ripon en de kathedraal van Wakefield.

## Geschiedenis
Er wordt vermoed dat al sinds het jaar 627 christenen samenkomen op de plaats van de huidige kathedraal. In 1327 werd een stenen kerk verwoest door plunderaars die waarschijnlijk uit Schotland kwamen. Het bouwjaar van deze kerk is onduidelijk. In 1963 werden sporen gevonden van nog eerdere bouwwerken.
In de 14e eeuw werd de kerk herbouwd. Het schip werd afgebouwd in 1458. De bouw van de toren werd voltooid in 1508. In de loop der tijd volgden aanpassingen aan het gebouw. In de 19e eeuw werd de buitenkant van het schip ingrijpend herbouwd. 
In 1919 werd het nieuwe bisdom Bradford gevormd. De kerk werd kathedraal en werd daarom uitgebreid. De werken zouden vervolgens vertraagd worden door de Eerste en Tweede Wereldoorlog, waardoor het voltooien van de bouw zou duren tot in de jaren '60.